# 伊東誠 (俳優)
伊東 誠（いとう まこと、1992年12月1日 - ）は、日本の俳優である。かつてはスマイルモンキーに所属していた。

## 出演

### テレビドラマ
- DRAMA COMPLEX 「ひめゆり隊と同じ戦火を生きた少女の記録 最後のナイチンゲール」（2006年8月22日、日本テレビ） - 少年兵 役
- ハリ系（2007年、日本テレビ）
- 先生はエライっ!（2008年4月12日、日本テレビ） - 2年B組生徒 役
- 金曜プレステージ「和田アキ子物語」（2008年6月20日、フジテレビ） - 和田アキヨシ 役
- スクラップ・ティーチャー〜教師再生〜（2008年、日本テレビ） - 木ノ内誠 役

### CM
- 大塚製薬 オロナミンC

### 映画
- ハチミツドロップス（2008年）